# تلسی‌داس
گوسوامی تلسی‌داس (سانسکریت: गोस्वामी तुलसीदास، آوانگاری: Gōsvāmī Tulasīdāsa، تلفظ سانسکریت: [goːsʋɑːmiː t̪ulɐsiːd̪ɑːsɐ]) رامبولا دبی متولد شد (هندی: रामबोला दुबे، Rāmbōlā Dubē، تلفظ در هندی: [rɑːmboːlɑː d̪ʊbeː]؛ ۱۵۱۱–۱۶۲۳) یک شاعر، و نویسنده معنوی و قدیس بود که اغلب به عنوان مصلح و فیلسوف شاخه هندوییِ رامانندی سامپرادایا از او یاد می‌شود.

## یادداشت
1. ↑  pp. 23–34.
2. ↑  https://www.youtube.com/watch?v=xgyjufTnOLI&feature=youtu.be